# Radimov
Radimov (in ungherese Radimó) è un comune della Slovacchia facente parte del distretto di Skalica, nella regione di Trnava.